# Ніяк
Ніяк (перс. نياك) — село в Ірані, у дегестані Бала-Ларіджан, у бахші Ларіджан, шагрестані Амоль остану Мазендеран. За даними перепису 2006 року, його населення становило 210 осіб, що проживали у складі 61 сім'ї.

## Клімат
Середня річна температура становить 7,73°C, середня максимальна – 24,29°C, а середня мінімальна – -9,48°C. Середня річна кількість опадів – 207 мм.
| Клімат поселення                              | Клімат поселення | Клімат поселення | Клімат поселення | Клімат поселення | Клімат поселення | Клімат поселення | Клімат поселення | Клімат поселення | Клімат поселення | Клімат поселення | Клімат поселення | Клімат поселення | Клімат поселення |
| Показник                                      | Січ.             | Лют.             | Бер.             | Квіт.            | Трав.            | Черв.            | Лип.             | Серп.            | Вер.             | Жовт.            | Лист.            | Груд.            |                  |
| Середній максимум, °C                         | 0,05             | 0,90             | 4,80             | 11,92            | 16,96            | 21,07            | 24,29            | 23,94            | 20,31            | 14,63            | 8,76             | 3,48             |                  |
| Середня температура, °C                       | −4,73            | −3,85            | 0,04             | 7,17             | 12,19            | 16,31            | 19,34            | 18,96            | 15,36            | 9,68             | 3,79             | −1,48            |                  |
| Середній мінімум, °C                          | −9,48            | −8,61            | −4,72            | 2,39             | 7,42             | 11,53            | 14,37            | 14,02            | 10,39            | 4,71             | −1,18            | −6,43            |                  |
| Норма опадів, мм                              | 23               | 26               | 40               | 30               | 25               | 7                | 5                | 3                | 2                | 12               | 15               | 19               |                  |
| Середньомісячна швидкість вітру, м/с          | 1.22             | 2.10             | 2.68             | 2.89             | 2.69             | 2.37             | 2.15             | 2.02             | 1.98             | 2.01             | 1.80             | 1.35             |                  |
| Середньомісячна сонячна радіація, кДж/м²·день | 9425             | 11934            | 14476            | 17901            | 21706            | 25539            | 25179            | 23294            | 20005            | 14787            | 10982            | 8980             |                  |
| --------------------------------------------- | ---------------- | ---------------- | ---------------- | ---------------- | ---------------- | ---------------- | ---------------- | ---------------- | ---------------- | ---------------- | ---------------- | ---------------- | ---------------- |
| Джерело:                                      |                  |                  |                  |                  |                  |                  |                  |                  |                  |                  |                  |                  |                  |